# Peucedanum coreanum
Peucedanum coreanum är en flockblommig växtart som beskrevs av Takenoshin Nakai. Peucedanum coreanum ingår i släktet siljor, och familjen flockblommiga växter. Inga underarter finns listade i Catalogue of Life.